# Персоналізована стрічка новин

Стрічка новин Facebook для мобільних пристроїв

Стрічка новин — функція соціальної мережі Facebook. Вебканал є основною системою, за допомогою якої користувачі отримують доступ до вмісту, розміщеного в мережі. Стрічка новин виділяє інформацію, яка включає зміни профілю, майбутні події та дні народження, а також інші оновлення.
Використовуючи власний метод, Facebook вибирає кілька оновлень, щоб показувати користувачам щоразу, коли вони відвідують їх стрічку, із близько 2000 оновлень, які вони потенційно можуть отримати. Понад два мільярди людей користуються Facebook щомісяця, що робить стрічку новин мережі найпопулярнішим і найвпливовішим аспектом індустрії новин.

## Історія
До 2006 року Facebook просто складався з профілів, що вимагало від користувача відвідувати профіль, щоб побачити будь-які нові публікації. 6 вересня 2006 року Facebook оголосив про нову функцію домашньої сторінки під назвою «Стрічка новин». Новий макет створив альтернативну домашню сторінку, на якій користувачі бачили постійно оновлюваний список діяльності своїх друзів у Facebook.
Спочатку додавання стрічки новин викликало невдоволення користувачів Facebook, багато з яких скаржилися на те, що стрічка була надто нав’язливою, кожен момент деталізувала мітки часу, і порушувала їх конфіденційність. Дехто закликав до бойкоту компанії. У відповідь на це невдоволення генеральний директор Марк Цукерберг оприлюднив заяву, в якій пояснив, що «ми не забрали жодних варіантів конфіденційності».
Пізніше Цукерберг  опублікував відкритий лист, в якому вибачився за брак інформації про нові функції та елементи керування користувачами, написавши, що «Ми дійсно зіпсували це. [. . . ] Я хотів би спробувати виправити ці помилки зараз.» 
Стрічка новин отримала кілька оновлень за роки з моменту її появи. У 2008 році Facebook додав кнопку зворотного зв’язку до кожної історії в стрічці користувачів, дозволяючи їм розповісти службі про свої особисті враження від стрічки. Однак кнопку зворотного зв’язку було видалено у квітні  і повернуто в липні, а Facebook, як повідомляється, видалив перший варіант параметрів зворотного зв’язку через низьку задоволеність користувачів порівняно з іншими аспектами алгоритму. 
У березні 2009 року Facebook запровадив опцію «Подобається» для сторінки, щоб бачити оновлення з неї у своїй стрічці, надав користувачам настроювані фільтри, щоб визначити, від яких друзів вони хочуть бачити оновлення стрічки новин, а також додав поле для публікації у верхній частині стрічки, спочатку лише для профілів користувачів, для легкого створення публікацій. Поле для публікації містило текст "Що ти думаєш?", подібне, але також помітно відмінне від запитання Twitter "Що ти робиш зараз?" Через кілька тижнів компанія запровадила засоби керування і ввімкнула стрічку, щоб показувати фотографії, на яких позначені друзі. 
У грудні 2010 року Facebook випустив нову кнопку, що надає користувачам можливість переглядати стрічку новин за категоріями, включаючи лише ігри, оновлення статусу, фотографії, посилання, сторінки або певні групи людей. 
У лютому 2011 року Facebook додав налаштування стрічки новин, щоб користувачі могли вказати, чи хочуть вони вміст лише від людей і сторінок, з якими вони найбільше взаємодіють, а не від усіх. У вересні Facebook оновив стрічку, щоб вона показувала найпопулярніші та останні новини, а не покладалася на суворий хронологічний порядок.  Пізніше того ж року він представив «ticker», розширення стрічки новин у реальному часі, розташоване в правій частині екрана.  Наприкінці року інформаційні агентства повідомили, що Facebook вперше почне дозволяти рекламу через «Спонсорські історії» у стрічці новин.  Реклама розпочалася 10 січня 2012 року з тегом «Рекомендовані», який оголошував його платний статус.  У лютому 2012 року оголошення було розширено на мобільні пристрої. 
У березні 2013 року Facebook провів прес-конференцію, щоб представити оновлення стрічки новин, включаючи більш мінімалістичний дизайн, узгоджений як на вебсайті, так і на мобільних пристроях. Оновлення містило новий макет для публікацій, представлення фотографій друзів, спільних статей і карт із більшим текстом і зображеннями, а також логотипами брендів. Нові "підканали" показують оновлення в певних областях, як-от публікації від конкретних друзів або оновлення про інтереси.    Однак при початковому обмеженому застосуванні нового дизайну спостерігалася тенденція до зниження залучення користувачів, що спонукало компанію припинити його. 
Через рік, у березні 2014 року, Facebook знову оновив свою стрічку новин, але у відповідь на критику з боку користувачів компанія вирішила обмежити оновлення. Додаючи більші фотографії, які охоплюють ширину стрічки, зміни шрифту та зміни дизайну кнопок і значків, новий дизайн не містив спадне меню, розмістивши відповідні записи в навігаційній панелі з лівого боку екрана, при цьому видаливши деякі з допоміжних канали. Оновлення також спростило систему коментарів, змінило зовнішній вигляд фотографій профілю в стрічці та додало рядок пошуку у верхній частині сторінки.   Менеджер з продукту News Feed Грег Марра пояснив, що «Людям не подобається, що ми переміщуємо, тому що порушується м’язову пам’ять».  Марра також заявив, що «Протягом останнього року ми витратили багато часу на те, що говорять люди, що працює, що не працює, і ми запускаємо версію, яка враховує всі ці відгуки ". 
У січні 2018 року, після важкого 2017 року, ознаменованого звинуваченнями у поширенні фейкових новин та розкриттями про групи, близькі до Росії, які намагалися вплинути на президентські вибори в США 2016 року за допомогою реклами у Facebook, Марк Цукерберг заявив у своїй традиційній січневій публікації:
"Ми вносимо серйозні зміни в те, як ми створюємо Facebook. Я змінюю ціль, яку я ставлю перед нашими командами, з фокусування на допомозі вам знайти релевантний вміст на допомогу вам мати більш значущі соціальні взаємодії"
Згідно з опитуваннями користувачів Facebook  це бажання змін матиме форму реконфігурації алгоритмів стрічки новин, щоб:
- Надати пріоритет вмісту членів сім’ї та друзів (Марк Цукерберг, 12 січня, Facebook: [28] «Перші зміни, які ви побачите, будуть у стрічці новин, де ви можете очікувати більше від своїх друзів, родини та груп». )
- Надавати перевагу новинам з місцевих джерел, які вважаються більш достовірними.

Очікується, що ці зміни покращать «кількість переглянутого змістовного вмісту». 

## Вплив
Щомісяця платформою Facebook користуються приблизно два мільярди людей. Приблизно 62 відсотки дорослих у Сполучених Штатах використовують соціальні мережі для отримання новин, а це означає, що вплив Facebook став обов’язком для компаній. Під час президентських виборів у США 2016 року російський уряд використовував платформу Facebook для поширення фейкових новин, які частіше віддавали перевагу Дональду Трампу, а не Гілларі Клінтон.  Використовуючи Facebook як платформу соціальних медіа, контент, створений користувачами, і контент, створений медіа, можна широко поширювати в цифровій спільноті. Це вплинуло на Facebook, оскільки їх звинуватили у розголошенні особистої інформації приблизно 82 мільйонів користувачів у Cambridge Analytica.  Кембриджський аналітичний скандал привернув велику увагу до налаштувань конфіденційності та впливу стрічки новин на платформі Facebook. Стрічка новин мала значний внесок у поширення дезінформації. Як сказав колишній президент США Барак Обама, «дезінформація... виглядає так само, коли ви бачите її на сторінці у Facebook або вмикаєте телевізор».
Після виборів 2016 року журналістка Маргарет Салліван телефонувала до Facebook найняти редактора для моніторингу стрічки новин, щоб забезпечити точність і збалансованість новин.  Наприкінці 2016 року Facebook описав плани розмістити попереджувальні мітки на певних публікаціях у стрічці новин. Facebook підтримує партнерські стосунки з перевіряючими факти, такими як Snopes.com і PolitiFact, і показуватиме, що у дописах є фейк, якщо на це вказуватимуть перевіряючі факти.

## Аналіз стрічки новин
У додатку Facebook стрічка новин є першим екраном, який з’являється, частково змушуючи більшість користувачів думати про стрічку як про сам Facebook. 
Стрічка новин Facebook працює як обертові двері статей, сторінок, які сподобалися користувачеві, оновлень статусу, активності в додатках, фотографій і відео інших користувачів, які подобаються.  Це створює арену соціальних дискусій. Алгоритми використовуються на платформі Facebook, щоб забезпечити персоналізований досвід для користувачів, який переважно відображається в стрічці новин. 
Адам Моссері є віце-президентом Facebook, відповідальним за стрічку новин і директором з продуктів, а Кріс Кокс керує додатком Facebook і стрічкою новин.  1 жовтня 2018 року було оголошено, що Адам Моссері стане головою Instagram.  

### Алгоритми
Запатентовані алгоритми Facebook порівнюють переваги близько 2000 потенційних публікацій кожного разу, коли програма відкривається, використовуючи складну систему, засновану на наданні значущого досвіду, над кліками, реакціями або часом читання.  Стрічка новин була описана як бульбашка фільтрів, що показує користувачам персоналізовані результати щодо інформації, яка їм здається цікавою, на відміну від показу всієї інформації, навіть тієї, з якою вони не згодні.  Згодом функціональність стрічки новин обговорювалася щодо того, чи є вона ехо-камерою, чи ні. 
Facebook досліджує цю ситуацію з 2010 року  і спочатку використовував алгоритм, відомий як EdgeRank.  Наприкінці 2013 року статті про клікбейт набули значного поширення, що призвело до того, що команда директора з продуктів Facebook Кріса Кокса найняла групи опитувань, щоб оцінити, як працює стрічка новин. У результаті Facebook почав додавати все більшу кількість точок даних до свого алгоритму, щоб значно зменшити кількість кліків. 

## Вплив на думку
Дослідження 2015 року, опубліковане в Science, прийшло до висновку, що алгоритми Facebook мали мінімальний вплив на різноманітність стрічки новин, хоча дослідження викликало академічну критику.  Платформу Facebook уважно вивчають у результаті таких подій, як Cambridge Analytica Scandal, щоб краще зрозуміти вплив алгоритмів на формування громадської думки. 
Дослідники з MIT Media Lab Center for Civic Media створили додаток під назвою Gobo, який дозволяє користувачам бачити результати налаштування алгоритму.  